# ألان جونز (لاعب كرة قدم نيوزلندي)
ألان جونز (بالإنجليزية: Allan Jones)‏ (6 يوليو 1940 بإنجلترا في المملكة المتحدة - ) هو مدرب كرة قدم ولاعب كرة قدم نيوزلندي في مركز الدفاع. لعب مع نادي بريستول سيتي ووولفرهامبتون واندررز.

## وصلات خارجية
- ألان جونز على موقع Soccerbase.com (مدرب) (الإنجليزية)